# Clube Atlético Carioca
O Clube Atlético Carioca é uma agremiação esportiva do Aterro do Flamengo, na cidade do Rio de Janeiro. Fundado em 21 de dezembro de 2012 como um clube amador, a equipe se profissionalizou e filiou-se à FERJ em 2018 e foi extinta em 2024, retornando em 2026.

## História
Antes mesmo de se chamar Atlético Carioca, o clube teve dois nomes diferentes. Fundado em 2006 por Maicon Vilela, atual presidente, em parceria com a empresa Itália Produzione do empresário italiano Nicola Guidotti, a agremiação inicialmente se chamava São Gonçalo Futebol Clube, atuando como time amador. Em 2009, Maicon decidiu traçar novos caminhos e o nome foi alterado para Gonçalense Futebol Clube. Com o surgimento de outra equipe com o mesmo nome em 2011, Maicon Vilela decidiu sair de São Gonçalo e mudar o projeto para o Aterro do Flamengo.
Após registrar todas as marcas, em 21 de dezembro de 2012, foi fundado o Atlético Carioca. O clube passou a disputar diversas competições fora do estado, tornando-se mais conhecido em outras regiões do Brasil. Filiado à Liga Gonçalense de Desportos, o Atlético foi indicado em 2017 para compor o quadro profissional da Série C da FERJ. Na época, o centro de treinamento do clube ficava nas dependências do Clube Mauá, em São Gonçalo, mas a diretoria sonha em breve conquistar o seu próprio CT. O projeto almejava chegar a uma competição nacional até 2020.
O clube estreou na Série B2 do Campeonato Carioca de 2018, terminando em 13° colocado, disputando novamente a Série B2 em 2019.

### Esquema de Manipulação de Resultados
Em 26 de janeiro de 2020, o Esporte Espetacular exibiu uma reportagem sobre um esquema de manipulação de resultados na Série B2 de 2019. Segundo a reportagem, estavam envolvidos os presidentes do Atlético Carioca, Maicon Vilela, e do São José, Adílson Faria. Ambos os presidentes foram suspensos pela FERJ na ocasião.
Após o esquema, o clube alterou de nome para Porto da Pedra Futebol Clube através de uma parceria com a escola de samba Unidos do Porto da Pedra. A escola de samba surgiu de um time de futebol homônimo, que conquistou o Campeonato Citadino de São Gonçalo de 1973. A mudança não chegou a ser oficializada pela FERJ, e o clube alterou novamente seu nome para Sporting Club Metropolitano, porém rapidamente retornando ao nome Atlético Carioca, pelo qual disputou as competições em 2023.

### Transferência da filiação
Em 2024, o Atlético Carioca transferiu sua filiação na FERJ para o Niteroiense Futebol Clube, possibilitando o retorno da equipe centenária de Niterói ao futebol profissional.
O Atlético continuou atuando nas categorias de base até 2025, quando encerrou definitivamente suas atividades. Seus atletas passaram a integrar oficialmente a base do Niteroiense.

### Volta do CAC
Em 7 de julho de 2025, Maicon Vilela, ex-presidente do clube, anunciou por meio de uma conta do Instagram do Niteroiense Futebol Clube que a equipe voltaria a se chamar Clube Atlético Carioca a partir de 2026.  No entanto, à época do anúncio, Vilela já não exercia cargo oficial na diretoria do clube, e a conta utilizada para a declaração não era oficialmente reconhecida pela agremiação, sendo administrada exclusivamente por ele. Após uma crise interna envolvendo Vilela e o presidente do Niteroiense, André Luiz Silva, Maicon divulgou, em 5 de agosto, um comunicado nas redes sociais informando que negociava a venda da marca com a atual diretoria, estando o processo em fase final. No mesmo comunicado, Vilela declarou que permaneceria como coordenador das categorias de base até dezembro, quando se encerraria oficialmente sua participação no clube, retornando ao Clube Atlético Carioca.

## Estatísticas

### Participações
| Competição                    | Temporadas | Melhor campanha            | Estreia | Última | P | R |
| ----------------------------- | ---------- | -------------------------- | ------- | ------ | - | - |
| Campeonato Carioca - Série B2 | 2          | 13º colocado (2018 e 2019) | 2018    | 2019   | – |   |
| Campeonato Carioca - Série C  | 2          | 3º colocado (2022)         | 2021    | 2022   | – |   |

## Grandes jogadores
- Jóbson
- Túlio Maravilha
- Acosta